# اچ‌ام‌اس ویندسور (۱۶۹۵)

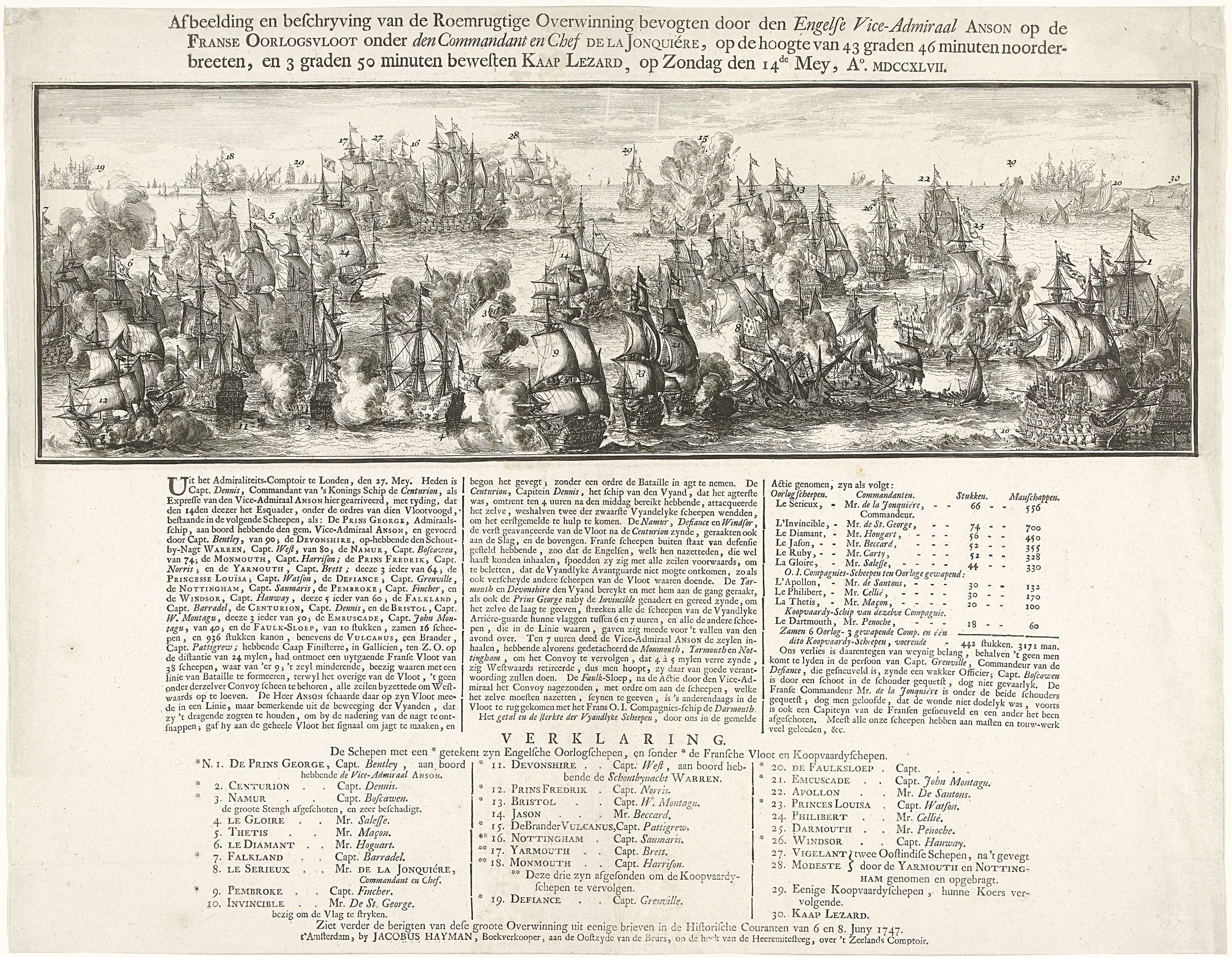
نبرد دریایی کیپ اورتگال ۱۷۴۷

اچ‌ام‌اس ویندسور (۱۶۹۵) (به انگلیسی: HMS Windsor (1695)) یک کشتی بود که طول آن ۱۴۶ فوت ۲٫۵ اینچ (۴۴٫۶ متر) بود.